# Patrick William Sá de Oliveira
Patrick William Sá de Oliveira (São Leopoldo, 3 de junio de 1997), más conocido como Patrick William, es un futbolista brasileño que juega como defensa en el Kyoto Sanga F. C. de la J1 League.

## Carrera
Natural de São Leopoldo, es un defensa formado en las categorías inferiores del Internacional de Porto Alegre y en el Cruzeiro Esporte Clube. Tras llegar al filial de este último, encadenó varias cesiones durante tres temporadas consecutivas en equipos como Tupi Football Club, Ceará Sporting Club y Vila Nova Futebol Clube de la Serie A y Serie B brasileña.
En la temporada 2019-20 se marchó a Portugal para firmar un contrato por cinco temporadas con el F. C. Famalicão de la Primeira Liga. En sus dos primeras temporadas jugó 45 partidos y en agosto de 2021 se marchó cedido al G. D. Estoril Praia. Tras este préstamo se marchó en definitivo al Rio Ave F. C. Allí estuvo dos temporadas y media, en las que jugó 67 partidos y marcó dos goles, y en enero de 2025 fichó por el Kyoto Sanga F. C. japonés.

## Clubes
| Club                         | País     | Año       |
| ---------------------------- | -------- | --------- |
| Cruzeiro E. C. "B"           | Brasil   | 2016-2019 |
| Tupi F. C. (cedido)          | Brasil   | 2017      |
| Ceará S. C. (cedido)         | Brasil   | 2018      |
| Vila Nova F. C. (cedido)     | Brasil   | 2019      |
| F. C. Famalicão              | Portugal | 2019-2022 |
| G. D. Estoril Praia (cedido) | Portugal | 2021-2022 |
| Rio Ave F. C.                | Portugal | 2022-2025 |
| Kyoto Sanga F. C.            | Japón    | 2025-     |